# Хейл (окръг, Алабама)
Окръг Хейл (на английски: Hale County) е окръг в щата Алабама, Съединени американски щати. Площта му е 1699 km², а населението – 14 785 души (1 април 2020). Административен център е град Грийнсбъро.